# Ботев (Враца)
Бо́тев (болг. Ботев) — болгарський професійний муніципальний (болг. общински) футбольний клуб з міста Враца, заснований в 1921 році.
Є одним із найвідоміших футбольних клубів Болгарії, проводить свої домашні матчі на стадіоні «Христо Ботев», що був побудований в 1948 році, розташований в східній частині міста Враца. Стадіон спочатку мав 32 000 місць, але після реконструкції, яка відбулась у першій половині 2008 року і в 2009 році стадіон був зменшений до 12 000 місць.

## Історія
Футбольний клуб «Ботев» (Враца) був заснований в 1921 році Ніколою Куновим, Іваном Абузовим, Нако Пауновим, Герго Бойчевим, Тодором Орозовым, Хрісто Ліженським и Ангелом Рачинським. Ігри проходили на полі поблизу старого міського ринку. Між 1921 і 1956 роками у місті існувало ряд спортивних клубів і у 1957 році більшість з них об'єднуються разом, утворюючи ФК Ботев (Враца). З 1957 по 1964 року «Ботев» виступав у болгарському другому дивізіоні. У 1964 році клуб вперше вишов до болгарської вищої ліги і грав там протягом 26 сезонів поспіль, провівши 788 ігор у вищій лізі болгарського футболу.
Найвищого результату команда досягла 1971 році, коли команда посіла третє місце в чемпіонаті, після ЦСКА і «Левскі» і отримав можливість представляти Болгарію в Кубку УЄФА, де вони програли в першому турі югославському «Динамо» (Загреб) 2:8 по сумі двох матчів. Перша гра у Враці, у присутності 35 000 глядачів, завершилася з рахунком 1:2. Друга гра в Загребі закінчилась розгромом 1:6.
Найбільшим успіхом в болгарському Кубку став півфінал в сезонах 1960/61, 1974/75 і 1984/85. У сезоні 1989/90 «Ботев» вилетів до другого дивізіону і наступні 19 років клуб брав участь у другому або третьому болгарському дивізіоні.
Найвідомішим гравцем клубу за всю історію був Мартін Петров, який на думку більшості уболівальників «Ботева» є найкращим гравцем, щоб коли-небудь виступав в клубі, і одним з найкращих болгарських гравців. 

### Назви
- Ботев (1921—1927) (об'єднання „Левскі“, „Светкавіца“ та „Шипка“)
- Васіл Канчов (1927) (об'єднання з „Орел“)
- Ботев-Орел 28 (1928—1930)
- Ботев (1930—1949)
- Динамо (1949—1953)
- Спартак (1953—1957)
- Ботев (1957—1985)
- Враца (1985—1990)
- Ботев (1990—1997)
- Ботев 1921 (1997—2003)
- ПОФК Ботев (Враца) (от 2005...) (об'єднання з „Ботев“ Лиляче)

## Кольори
«Ботев» відомий як одна із «зелених» команд у Болгарії, але червоний так само є характерним в історії клубу. До 1971 року домашньою формою були червоні й чорні вертикальні смуги. На честь 50-річчя чиновники вирішили провести ребрендинг «Ботева», вибиравши зелений як основний колір клубу з 1972 року. У той же час логотип клубу був змінений, в центрі якого з'явився лев, щоб відзначити революційний прапори Христо Ботева, в честь якого названий клуб. До цього моменту портрет Христо Ботева сам використовувався у логотипі клубу.
Останній ребрендинг клубу відбувся у 2009 році, коли вболівальники ініціювали повернення лева на логотип клубу, після майже 15 років після того, як його прибрали. Новий логотип, який включає оригінальну графіку з 1971 року був створений фаном клубу, політиком Александаром Алековим.

## Досягнення

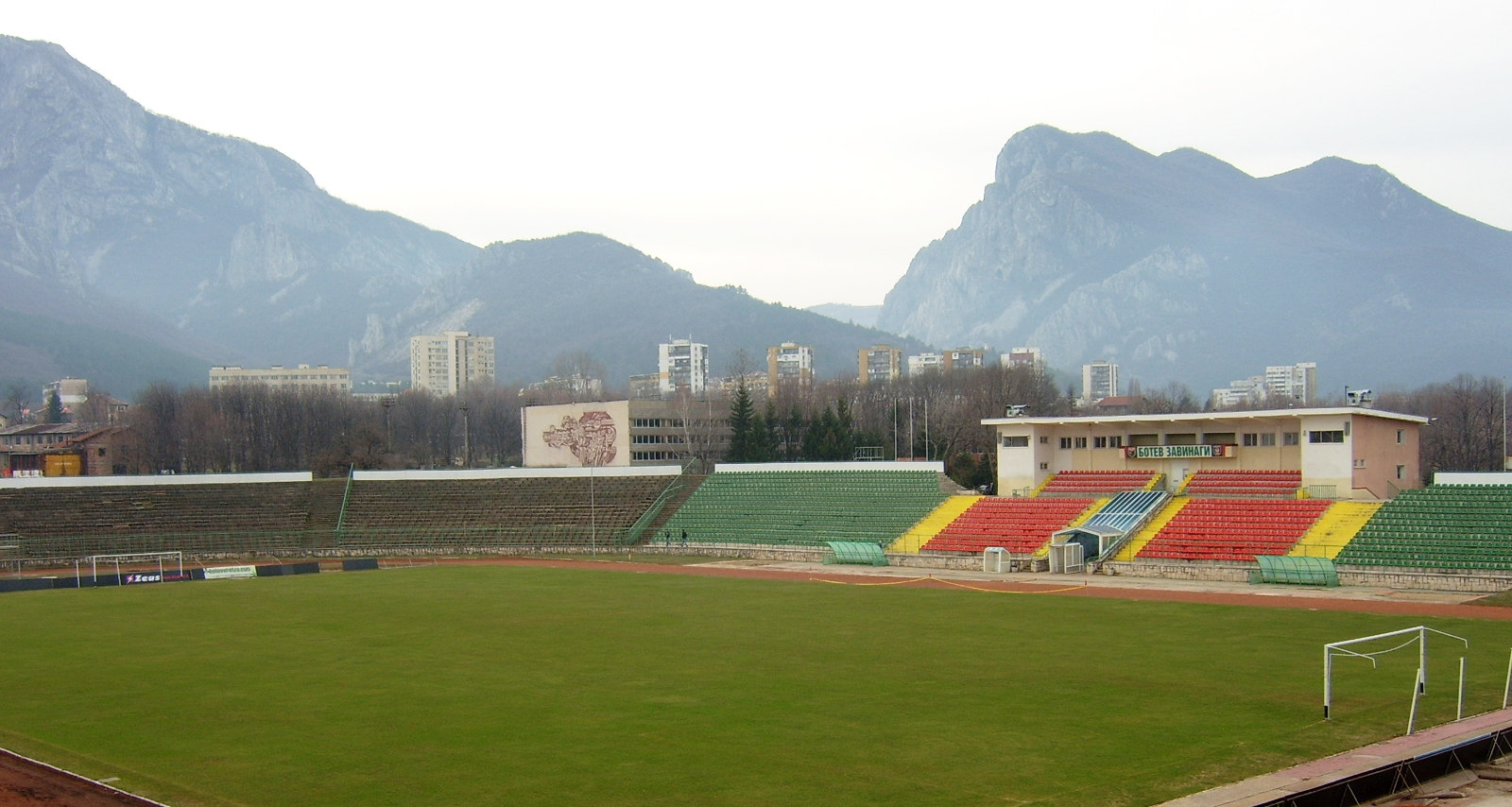
Стадіон «Христо Ботев»

### Вітчизняні
Болгарська Група А:
- Третє місце (1): 1970-71
- П'яте місце (1): 1976-77

Болгарська Група Б:
- Перемога (3): 1963-64, 2010-11, 2017-18

Кубок Болгарії:
- Півфінали (2): 1960/61, 1974/75, 1984/85

## Тренери
- Веселін Іванов
- Сашо Ангелов (2009–11)
- Атанас Джамбазкі (вер. 2011 – жов. 11)
- Тодор Гарев (жов. 2011 – гру. 11)
- Антоні Здравков (гру. 2011 – сер. 12)
- Джуліано Сондзоньї[3] (сер. 2012 – вер. 12)
- Антоні Здравков[4] (вер. 2012 – чер. 2013)
- Ясен Петров[5] (чер. 2013 – вер. 2013)
- Бойко Велічков[6] (гру. 2013 – чер. 2014)
- Вікторіо Павлов (чер. 2014 – лис. 2014)
- Адальберт Зафіров (гру. 2014 – кві. 2015)
- Атанас Джамбазкі (тра. 2015 — лис. 2015)
- Ніколай Тодоров (гру. 2015 –тра. 2016)
- Бойко Велічков (тра. 2016 — лис. 2016)
- Сашо Ангелов (лис. 2016 — лис. 2019)
- Антоні Здравков (лис. 2019 — бер. 2021)
- Веселін Веліков (бер. 2021 — донині)